# Synagogue d'Altkirch
La synagogue d'Altkirch est un bâtiment datant de la première moitié du XIXe siècle, inscrit à l'inventaire général du patrimoine culturel. Il  constituait le lieu de culte de la communauté juive d'Altkirch, jusqu'à ce que cette communauté vienne à se réduire considérablement puis s'éteindre. Le Consistoire Israélite du Haut-Rhin met en vente le bâtiment en 2022 qui est acquis par un particulier.

## Localisation de la synagogue
Le bâtiment est situé 6 rue de Ferrette à Altkirch (Haut-Rhin, France).

## Histoire de la communauté juive d'Altkirch
La présence des Juifs dans le Haut-Rhin est mentionnée dans les archives départementales à partir du XIIIe siècle. 21 communautés y ont existé au Moyen Âge, dont celle d'Altkirch, probablement créée dans le premier quart du XIVe siècle. Les persécutions anti-juives de la première moitié du XIVe siècle ne semblent pas avoir touché la population juive d'Altkirch. Du moins, elles n'y ont pas laissé de trace historique, que ce soit le mouvement insurrectionnel de paysans pauvres, les Judenschläger (ou tueurs de Juifs), mené en 1338 par un aubergiste surnommé Armleder, ni les massacres de 1349 liés à la peste noire, les Juifs étant alors accusés d’avoir empoisonné les puits. Cependant, en 1349, les Juifs d'Altkirch pourraient avoir quitté la ville pour se réfugier à Bâle. 
Ensuite, différents écrits mentionnent explicitement la présence de Juifs à Altkirch : émigration de familles juives d’Altkirch vers Bâle (1365) et vers Mulhouse (1410), obligation faite aux Juifs d'Altkirch de produire leurs dettes (1396), emprisonnement de toute la population juive d'Altkirch pour une affaire d'impôts (1435). La  dernière mention connue d'une présence juive à Altkirch au Moyen Âge date de 1469. Elle a dû précéder de peu la fin de la communauté juive médiévale. 
Environ trois siècles se passeront avant qu'une présence juive ne réapparaisse à Altkirch vers 1805. A la déclaration des prises de nom patronymique des Juifs de 1808, Altkirch compte 8 familles juives, soit 53 personnes. Pour l'essentiel, ces familles viennent probablement des villages de la Baronnie d'Altkirch (Froeningen,  Hirsingue, Luemschwiller, Pfastatt, Seppois-le-Bas, Zillisheim) où des Juifs furent présents au moins depuis la seconde moitié du XVIIe siècle. Cette communauté se dote rapidement d'un lieu de culte,  dans le secteur de la place des Trois-Rois, peut-être au 3 rue des Trois-Rois où se trouveraient les vestiges du bain rituel (mikvé). 
En 1834 débute l'édification de l'actuelle synagogue. À partir de 1844, Altkirch est le siège d’un rabbinat desservant également Wittersdorf, Luemschwiller, Hirsingue et Hagenbach.
La croissance de la communauté juive est alors rapide. Ainsi le recensement de 1883 dénombre 272 Juifs à Altkirch. La population juive d'Altkirch aurait atteint et dépassé 300 personnes à partir de 1846 et au moins jusqu'en 1861.
Néanmoins, dans la première moitié du XIXe siècle, un fort climat d’antisémitisme règne dans la région et les Juifs se rendant au marché (foire aux bestiaux) d’Altkirch sont régulièrement attaqués sur les routes. Le 29 février 1848 éclatent des émeutes anti-juives. Ces exactions très violentes, appelées Juden Rumpel ou Judenrumpell, prirent la forme d'un saccage des maisons juives, heureusement sans perte de vie humaine à la différence des pogroms d'Europe de l'est. Répandues dans toute l'Alsace, les exactions du Juden Rumpel frappèrent tout particulièrement les communautés juives de Durmenach et de ses environs où quasiment toutes les maisons furent pillées et incendiées. Nombre d’habitants juifs de Durmenach vont alors se réfugier à Altkirch ou à Bâle. Ce sera la dernière émeute antisémite en France. Elle a été largement popularisée par les lithographies de l'imprimeur d'Altkirch, Benoît Boehrer.
La nouvelle synagogue est fortement endommagée au cours des  émeutes de 1848, de même que des habitations juives. La municipalité doit payer 9 200 francs de réparations. En 1864 la municipalité d'Altkirch propose un cimetière à sa communauté juive, laquelle dispose également d’une école et d’un bain rituel.   
Des familles entières quittent la région après l’invasion prussienne de 1870 puis en raison de l’industrialisation. La communauté juive d'Altkirch ne compte plus que 116 personnes en 1936. 
Sous l'occupation allemande, les Juifs quittent Altkirch entre juillet et octobre 1940. La synagogue est alors transformée en cinéma. Malgré les déportations, une communauté juive se recrée à Altkirch après 1945, qui survivra quelque temps du fait de l'apport des toutes petites communautés rurales proches, quittées par leurs Juifs. Mais, petit à petit, comme toutes les communautés juives du Sundgau, la communauté juive d'Altkirch va s'éteindre. Le dernier Juif d’Altkirch est décédé à l’été 2016. Il n’y a aujourd'hui plus d’offices religieux à la synagogue d’Altkirch 
Elle est mise en vente en 2022 et acquise par des particuliers pour en faire leur résidence.

## Architecture du bâtiment

### Architecture extérieure
L'édifice, construit entre 1834 et 1837, fut pillé et endommagé lors des émeutes antisémites (Juden Rumpel) du 29 février 1848. Il est restauré à partir de 1850 par les soins de l'architecte Jean-Baptiste Schacre. 
La synagogue proprement dite est constituée d’un hall rectangulaire doté d'une galerie intérieure en étage sur trois de ses côtés.  
La partie arrière de l'édifice est occupée sur deux étages par une salle d'école et un oratoire. 
L'ensemble de la façade est en maçonnerie, seuls les chambranles des fenêtres et ouvertures sont accentués en pierre de grès rose. 
L'Arche Sainte, ou  Aron Ha-Kodesh en hébreu, est disposée en saillie sur le pignon est (soit du côté de la rue), afin d'orienter la synagogue vers Jérusalem, comme cela est de tradition pour presque toutes les synagogues en diaspora. Sa façade est ornée d'une représentation des Tables de la Loi. La disposition adoptée pour l'Arche Sainte obligea l'architecte à placer l’entrée de l'édifice du côté opposé à la rue. Lorsqu'en 1940, l'occupant allemand transforma l'édifice en cinéma, il fit détruire l'Arche Sainte pour pratiquer une entrée directe depuis la rue. La synagogue fut restaurée à partir de 1946 par l'architecte Edmond Picard qui rétablit l'Arche Sainte.
Sur le linteau au-dessus de la porte d'entrée (mur gouttereau ouest), figure une inscription peinte en caractères hébraïques signifiant: "Car tous les peuples iront, chacun au nom de son dieu, et nous, nous irons avec le nom de Hashem notre Dieu !" , tirée du livre biblique de Michée 4:5.

### Architecture intérieure
A l’intérieur de la synagogue peinte de blanc, sur la paroi orientale, entourée de deux vitraux, l’Arche Sainte abrite les rouleaux de la Torah (Pentateuque). Ces rouleaux sont parés de manteaux et de couronnes finement ciselées.L'ouverture de l'Arche Sainte est dissimulée par un épais rideau de velours, richement orné, le « parohet ». L'Arche Sainte comporte deux colonnes placées aux angles. Sous l'occupation allemande de 1940-1944, ces colonnes avaient été entreposées dans le jardin entourant la synagogue.
Au fronton de l'Arche Sainte, l'inscription hébraïque en lettres dorées שויתי  יי  לנגדי  תמיד  est tirée du Livre des Psaumes (Ps 16,8). Elle signifie : "J'ai placé l'Eternel à mes côtés pour toujours."
Au milieu de la pièce s’élève une estrade, bimah en hébreu ou almemor en yiddish, en bois verni sculpté. On y lit la Torah, c'est-à- dire les cinq livres de Moïse: la Genèse, l’Exode, le Lévitique, les Nombres et le Deutéronome. 
La galerie d'étage, éclairée de deux petites ouvertures colorées, est réservée aux femmes de la communauté.

### Mobilier
À l’entrée de la pièce, une fontaine ou gissef (de l'allemand : giessfass) est destinée à la purification des mains lorsque le fidèle pénètre dans la synagogue ou en sort.
Deux plaques ornementales de Torah sont présentes dans l’édifice. Il s’agit d’un travail d'orfèvrerie en métal argenté, repoussé, gravé. Une inscription indique que les deux plaques ont été offertes par M. et Mme Simon Lang en 1872. Sur chaque plaque, deux colonnes sont surmontées chacune d'un lion dressé soutenant une couronne fermée. Entre les colonnes, trois médaillons de formes différentes, sur fond de rinceaux et d'arabesques. Manquent quelques éléments de décor (il pourrait s’agir de verroterie).
La synagogue abrite également, un chandelier ou menorah utilisé pour la fête de Hanoucca. Ce chandelier à 9 branches a sans doute été réalisé au milieu du XXe siècle.